# The Prettiest Curse
The Prettiest Curse é o terceiro álbum de estúdio da banda espanhola de rock de garagem Hinds. Foi lançado em 5 de junho de 2020 sob o selo Mom + Pop Music e sucede o álbum I Don't Run de 2018. O álbum foi gravado na cidade de Nova York e produzido por Jennifer Decilveo, que produziu álbuns para Bat for Lashes, The Wombats e Anne-Marie. The Prettiest Curse foi precedido pelos singles "Riding Solo", "Good Bad Times", "Come Back and Love Me <3" e "Just Like Kids (Miau)", junto com os videoclipes de "Good Bad Times", "Just Like Kids (Miau)" e "Burn".

## Gravação e Produção
Depois de passar um tempo compondo em Los Angeles e Londres, a banda gravou The Prettiest Curse em Londres e Nova York. "Riding Solo" e "Just Like Kids (Miau)" foram gravados em Londres, enquanto o resto foi gravado no Brooklyn, Nova York.  Ao contrário de seus álbuns anteriores, The Prettiest Curse não foi gravado durante uma turnê. A cantora e guitarrista Carlotta Cosials contou à Rolling Stone sobre o ritmo lento de gravação, dizendo: "Pela primeira vez, tivemos tempo para sentar e não apressar ... e pensar não apenas 'O que queremos dizer ao mundo', mas como queremos contá-lo."
Sobre a gravação do álbum, a cantora e guitarrista Ana Perrote disse à BBC News, "Tudo parecia realmente diferente e emocionante. Trabalhamos com pessoas diferentes e existem instrumentos diferentes, como teclados e mais espanhol [liricamente e sonoramente]." Durante a gravação do álbum, a banda tinha o hábito de ouvir um álbum de uma banda diferente antes de cada sessão de gravação e outro álbum depois. 
Ao descrever a influência da produtora Jenn Decilveo no álbum, a banda disse: "Ela nos fez gritar mais alto do que nunca, nos forçaria a fazer solos de guitarra a cada segundo que ela pudesse e acho que nos ajudou a encontrar nossa nova identidade sonora."

## Letras
Musicalmente, The Prettiest Curse contém um conjunto de instrumentos mais rico do que os álbuns anteriores, incluindo teclados. A banda também optou por mais canções com melodias pop do que em seus álbuns anteriores. Liricamente, este é o primeiro álbum de Hinds que contém seu idioma nativo, o espanhol. Enquanto a banda disse que optou por letras em inglês depois de imitar bandas que admiram, eles dizem que cantar em espanhol os ajudou a continuar a estabelecer sua identidade.
Ao escrever o álbum, a banda afirmou que foi influenciada por The Jesus and Mary Chain, Molotov e Los Punsetes. Sobre o terceiro single do álbum, "Come Back and Love Me <3", a cantora e guitarrista Carlotta Cosials disse que é "a música mais romântica que já fizemos". Ela também disse que a banda "se expandiu totalmente aqui", incluindo "vibrações de bossa-nova [baterista e baixista] que Amber e Ade criaram". O quarto single do álbum, "Just Like Kids (Miau)" aborda as experiências de sexismo da banda feminina na indústria da música.

## Vídeo Tutorial
Durante a pandemia de COVID-19, Hinds publicou um vídeo tutorial no Instagram sobre como ouvir "Come Back and Love Me <3". O vídeo mostra cada membro da banda ensinando separadamente como tocar sua própria parte na música, já que estão praticando o distanciamento social durante a pandemia. Enquanto a banda estava inicialmente preocupada em dar um tutorial excessivamente básico, eles queriam que fosse acessível para mulheres e meninas aprendendo instrumentos pela primeira vez. Depois que o tutorial foi lançado, os fãs postaram vídeos mostrando o que aprenderam.

## Lançamento
The Prettiest Curse foi originalmente programado para ser lançado em 3 de abril de 2020, mas foi adiado até 5 de junho de 2020 por causa da pandemia COVID-19. Hinds decidiu que o marketing do álbum durante a pandemia seria desconfortável.  A turnê correspondente da banda para o álbum foi cancelada.  Junto com a demora no lançamento do álbum, colocaram o seguinte depoimento: "Todos nós precisamos de música agora mais do que nunca, e estávamos muito animados para lançar nosso álbum no próximo mês e compartilhá-lo com vocês! mas agora, as coisas estão um pouco assustadoras na Espanha e o coronavírus é algo que está afetando muitos dos nossos entes queridos, então por enquanto pensamos que todo o nosso foco deve ser em ficar seguro e ficar em casa, não promover um novo álbum."
Durante a gravação de The Prettiest Curse, a banda também gravou um cover de "Spanish Bombs" do The Clash. Eles lançaram o single como um disco flexi em 31 de julho de 2020. Ao explicar como escolheram fazer um cover dessa música, a banda escreveu: "Como espanhóis, normalmente não recebemos elogios em músicas, como Nova York ou Londres, então o Clash escrever uma música sobre nossa guerra civil nos fez sentir honrados.

## Faixas
| N.º            | Título                     | Duração |  |
| 1.             | "Good Bad Times"           | 3:19    |  |
| 2.             | "Just Like Kids (Miau)"    | 2:09    |  |
| 3.             | "Riding Solo"              | 3:37    |  |
| 4.             | "Boy"                      | 3:17    |  |
| 5.             | "Come Back And Love Me <3" | 3:51    |  |
| 6.             | "Burn"                     | 2:54    |  |
| 7.             | "Take Me Back"             | 3:11    |  |
| 8.             | "The Play"                 | 3:06    |  |
| 9.             | "Waiting For You"          | 3:30    |  |
| 10.            | "This Moment Forever"      | 3:53    |  |
| Duração total: | Duração total:             | 32:45   |  |